# Olivier Mantei
Olivier Mantei, né le 24 février 1965, à Nantes est un directeur de scènes de théâtre et d'opéra français.

Le 27 octobre 2021, il est nommé en Conseil des ministres directeur général de l’Établissement public de la Cité de la musique – Philharmonie de Paris, à compter du 1er novembre 2021.

## Biographie

### Études et début de carrière
Après une hypokhâgne et une khâgne au lycée Chaptal  et un DEA de lettres modernes à la Sorbonne, il intègre l’École des hautes études en sciences sociales (EHESS) en musicologie.
Il part ensuite enseigner la musique deux ans à Casablanca dans le cadre de la coopération militaire.
De retour à Paris en 1993, il rencontre Laurence Equilbey qui lui demande de développer le chœur de chambre Accentus qu’elle vient de créer. Il en devient l’administrateur.  Pendant dix ans, ils vont professionnaliser la structure et en faire une référence dans le domaine musical.
Dans la foulée, Olivier Mantei ouvre un studio de répétitions et d’enregistrements dans le 10e arrondissement de Paris. En 1998, il fonde son agence de production, Instant Pluriel, avec laquelle notamment il lance la saison musicale des Bouffes du Nord et structure La Chambre philharmonique, l’orchestre symphonique dirigé par Emmanuel Krivine. Il en produit le premier concert.
Administrateur, producteur, Olivier Mantei devient également agent d’artistes. Parmi ceux-ci, il accompagne entre autres Alain Planès, Sonia Wieder-Atherton, David Grimal, Marc Coppey, ou Vanessa Wagner. Il garde de son travail à l’EHESS, un goût pour les compositeurs et noue une complicité avec Pascal Dusapin, Alexandre Desplat, Philippe Manoury ou Franck Krawczyk.
C’est pendant ces dix années de producteur indépendant qu’il élabore un certain nombre de projets avec Laurent Bayle, alors directeur de la Cité de la musique, comme la biennale d’Art vocal ou le cycle de concert consacrés au festival américain de Marlboro.
Il a présidé bénévolement l’association des Heures musicales de Lessay de 2014 à 2021.

### Peter Brook et les Bouffes du Nord
En 2000, à l’initiative de Stéphane Lissner alors codirecteur des Bouffes du Nord, Olivier Mantei rencontre Peter Brook qui lui propose d’administrer le théâtre et sa compagnie.
Poursuivant la volonté de Peter Brook de faire de ce théâtre un lieu d’expérimentation, Olivier Mantei choisit de programmer une nouvelle génération de metteurs en scène tels que Jeanne Candel, Pauline Bureau, Guillaume Vincent, les Chiens de Navarre, Samuel Achache ou Vincent Macaigne tout en continuant de programmer des metteurs en scène confirmés (Peter Brook, Georges Lavaudant, Heiner Goebbels notamment).
En devenant directeur du Théâtre national de l’Opéra-Comique, Olivier Mantei abandonne son mandat de direction du Centre international de création théâtrale / Bouffes du Nord, la société qui gère le théâtre. Il reste actionnaire du Théâtre des Bouffes du Nord et plus récemment du Théâtre de l'Athénée. Il n'exerce aucune fonction dans ces deux théâtres.

### Direction du Théâtre national de l'Opéra-Comique
Olivier Mantei devient directeur adjoint de l'Opéra-Comique en 2007, à la demande de Jérôme Deschamps, qui a été chargé de réfléchir à la nouvelle mission de la salle Favart. Dès 2005 en effet, plusieurs voix s’étaient élevées, dont celle de Maryvonne de Saint Pulgent, la présidente de l’établissement national, pour réclamer un retour à sa mission originelle : faire vivre le genre presque trois fois centenaire, accueillir les ouvrages baroques et puiser dans le répertoire de l’Opéra-Comique.
Le projet associe les chefs William Christie, John Eliot Gardiner, Louis Langrée, Alain Altinoglu que l’on retrouvera dans les diverses productions au fil des ans. Les compositeurs Pascal Dusapin, Georges Aperghis, Marco Stroppa, Peter Eötvös, George Benjamin écrivent pour l’Opéra Comique.
En avril 2014, Aurélie Filippetti, ministre de la Culture et de la Communication, nomme Olivier Mantei au poste de directeur délégué de l’Opéra-Comique jusqu’au 27 juin 2015.

Le mercredi 24 juin 2015, sur proposition de Fleur Pellerin, ministre de la Culture et de la Communication, le président de la République nomme Olivier Mantei directeur du Théâtre national de l’Opéra-Comique. Le communiqué du ministère explique : 
« Particulièrement engagé dans le renouvellement des formes,  Olivier Mantei veillera à ce que le théâtre lyrique associe étroitement les metteurs en scène et les créateurs d’aujourd’hui, afin d’en faire un art du présent. »
Après vingt mois de fermeture pour travaux, l'Opéra-Comique rouvre ses portes en avril 2017. Olivier Mantei est renouvelé dans ses fonctions en juin 2020 pour trois ans. 

### Direction de la Cité de la musique-Philharmonie de Paris
Le 28 avril 2021, le président de la République a nommé, sur proposition de la ministre de la Culture, Roselyne Bachelot, et en accord avec Anne Hidalgo, maire de Paris, Olivier Mantei directeur de la Cité de la musique – Philharmonie de Paris. Il a pris ses fonctions le 1er novembre 2021. 
« Le projet artistique et culturel d’Olivier Mantei pour la Cité de la Musique-Philharmonie de Paris vise à faire de l’établissement un lieu de vie, accessible et exemplaire en termes d’inclusion et d’ancrage territorial. »  

## Honneurs
- Chevalier de l'Ordre National du mérite

Il est fait chevalier de l'Ordre National du mérite en novembre 2013.
- Officier des Arts et des Lettres

Il est fait officier de l'Ordre des Arts et des Lettres en juillet 2016 
- Chevalier de l'Ordre national de la Légion d'honneur

Il est fait chevalier de l'Ordre national de la Légion d'honneur en janvier 2021 

## Publications
- Public / Privé: Nouvelles acceptions culturelles, Riveneuve, Paris 2014  (ISBN 2360132180).
- Dessous de scène - Histoires d'opéra, l'Arche, 2022  (ISBN 978-2-38198-023-2)